# Geiranger
Geiranger  turistafalu Norvégiában, Møre og Romsdal megyében. 

## Földrajz
A település a Geiranger-fjord végénél található, amely a nagyobb Stor-fjord egyik ága. A legközelebbi város Ålesund. Geiranger az egyik legfestőibb környezetben fekvő település a világon és elnyerte Skandinávia legjobb turisztikai úticéljának elismerő címét a Lonely Planettől. 
2005-ben Geiranger elnyerte az UNESCO világörökségi helyszín címét. A Hét nővér-vízesés a településtől nyugatra, mintegy 6,5 kilométernyire található nyugati irányban. A vízesés hét darab egymástól elkülönült ágból áll, melyek a Møre og Romsdal megyében fekvő Stranda település közelében ömlenek a Geiranger-fjordba. A vízesés a történelmi Knivsflå farm közelében található. 
Geiranger a harmadik legforgalmasabb tengeri kikötő turistahajók tekintetében Norvégián belül. 2012-ben mintegy 300 000 turista látogatta meg Geiranger települést a rövid, csupán négy hónapos nyári időszakban. A településen mindössze 250 ember él.
Geiranger településre állandó veszély leselkedik az Åkerneset hegy képében, mivel a hegyoldal megcsuszamlása esetén a fjord vizébe jutó nagy mennyiségű kőomladék kisebbfajta cunamit indítana el, amely elmosná a part menti településeket, többek közt Geirangert is.

## A fjordtól a csúcsig futóverseny
Itt rendezik meg minden év júniusában a Geiranger – A fjordtól a csúcsig elnevezésű futóversenyt, amely tulajdonképpen egy félmaraton, azzal a nehezítéssel, hogy a fjord mellől, azaz nagyjából tengerszintről indul, és a Dalsnibba hegy 1497 méter magas csúcsán ér véget a Djupvatnet tó mellett. Mivel az évnek ebben a szakaszában még elég sok hó borítja a hegy csúcsát, ezért a versenyzők gyakran csak a „Futás a nyárból a télbe” névvel illetik a versenyt. 

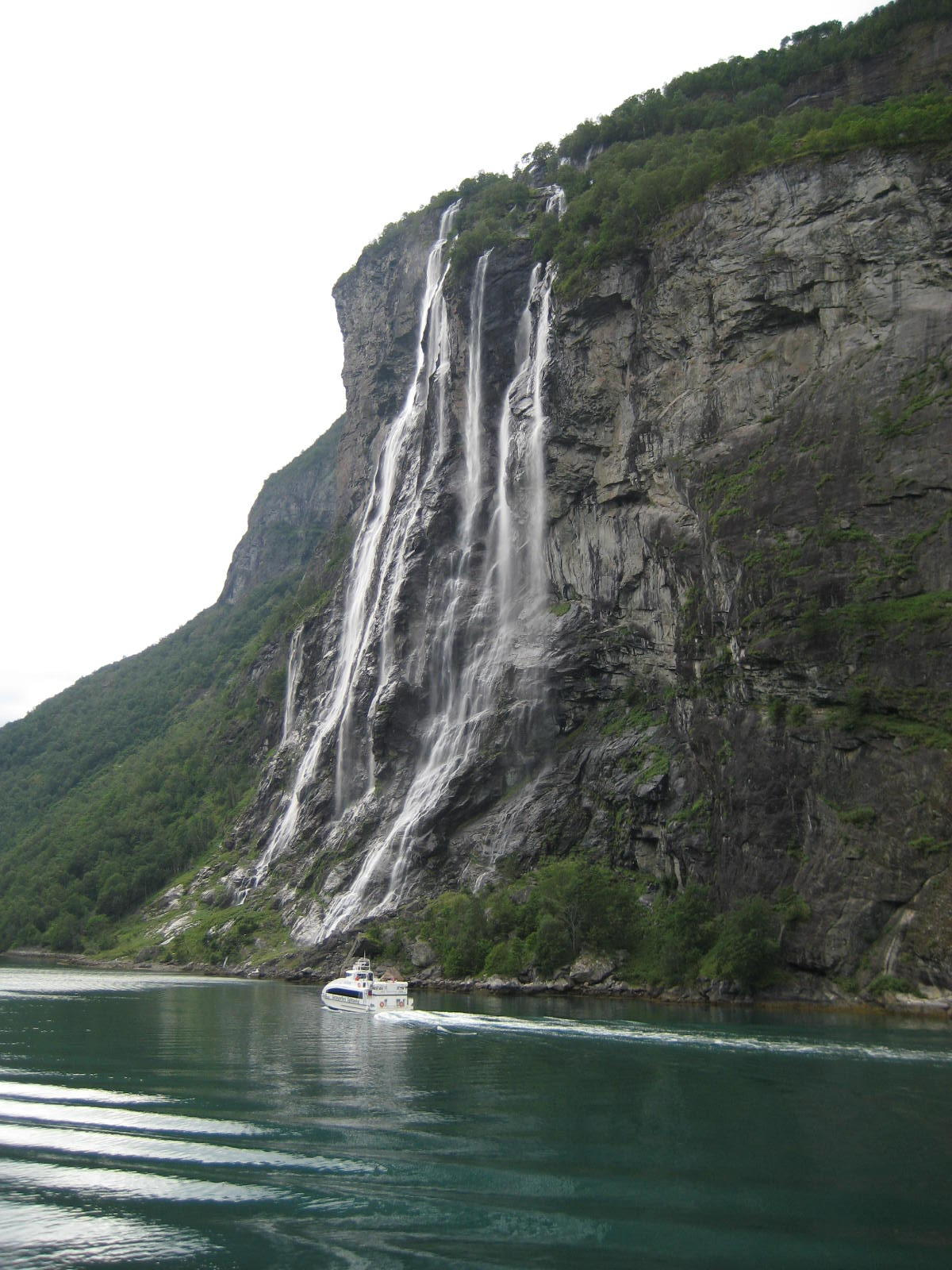
A Hét nővér-vízesés a Geiranger-fjordról nézve
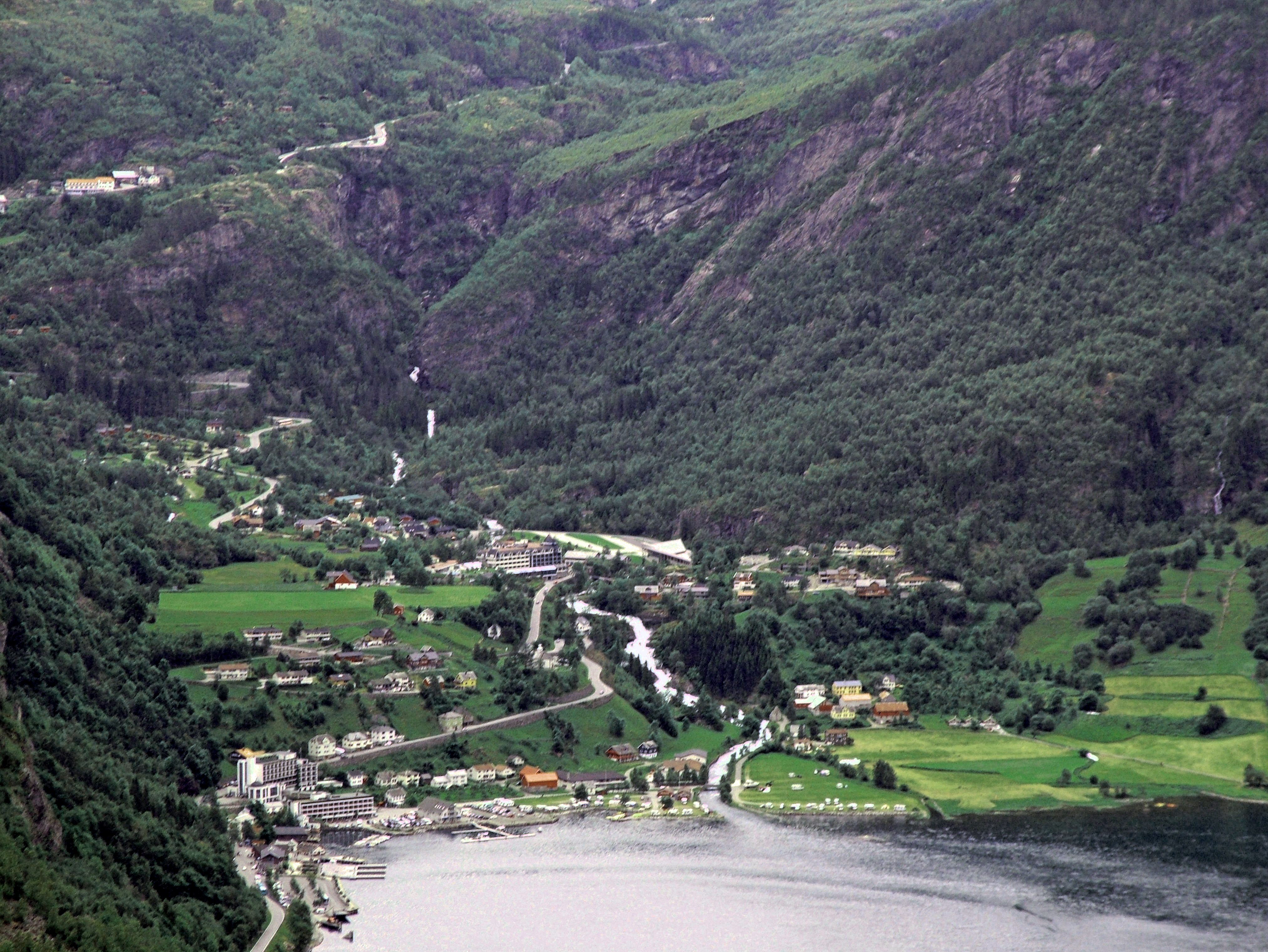
Geiranger látképe
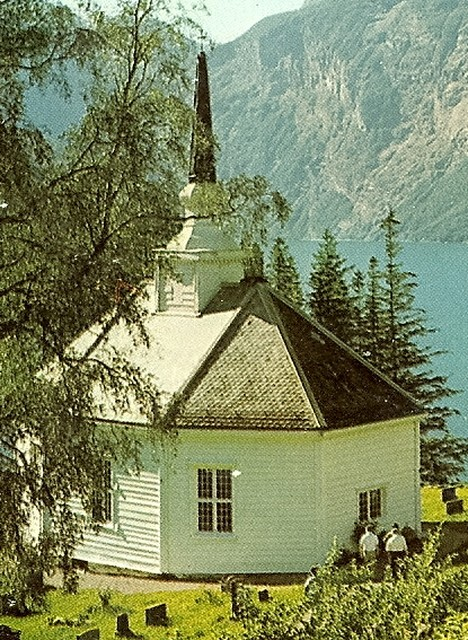
Geiranger temploma
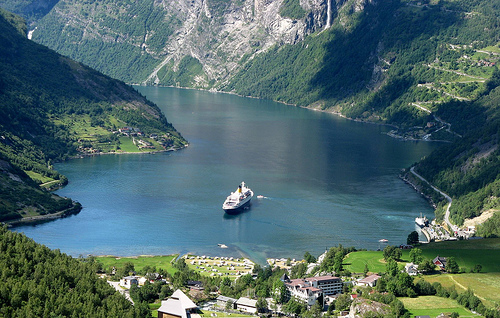
Egy turistahajó a fjord vizén

## Fordítás
- Ez a szócikk részben vagy egészben  a   Geiranger című angol Wikipédia-szócikk ezen változatának fordításán alapul.  Az eredeti cikk szerkesztőit annak laptörténete sorolja fel. Ez a jelzés csupán a megfogalmazás eredetét és a szerzői jogokat jelzi, nem szolgál a cikkben szereplő információk forrásmegjelöléseként.